# Torsten Kumfeldt
Karl Torsten Kumfeldt (* 4. Januar 1886 in Örebro; † 2. Mai 1966 in Stockholm) war ein schwedischer Schwimmer und Wasserballspieler.

## Karriere
Kumfeldt nahm 1908 erstmals an Olympischen Spielen teil. In London scheiterte er im Wettbewerb über 200 Meter Brust als Zweiter seines Vorlaufes knapp am Halbfinaleinzug. Mit der schwedischen Wasserballmannschaft erreichte er als Torwart den dritten Rang und gewann somit Bronze. Vier Jahre später erfolgte seine zweite Olympiateilnahme. Bei den Spielen im heimischen Stockholm errang er im Wasserball seine zweite Medaille – dieses Mal Silber. 1920 nahm der Sportler ein drittes Mal an Olympischen Spielen teil. In Antwerpen gewann er mit der schwedischen Wasserballnationalmannschaft seine zweite Bronzemedaille und insgesamt dritte Olympiamedaille. Auf nationaler Bühne gewann der Sportler mit der Mannschaft von Stockholms KK sieben schwedische Wasserballmeisterschaften.
Neben der aktiven Sportlertätigkeit war der Schwede zwischen 1910 und 1912 beim Svenska Simförbundet als Sekretär beschäftigt. 1912 war er Mitglied des Bauausschusses des Schwimmverbandes für die Olympischen Spiele in Schweden. Kumfeldt studierte in Darmstadt und verdiente seinen Lebensunterhalt in einem Architekturbüro und in der Steinmetzindustrie. Er war Ritter des Wasaorden und Mitglied der Freimaurer.